# ユリア・ハルトヴィク
ユリア・ハルトヴィク（ポーランド語: Julia Hartwig-Międzyrzeckaユリア・ハルトウィザンカ（ポーランド語: Julia Hartwiżanka）, 1921年8月14日 - 2017年7月14日）はポーランドの女流詩人、エッセイストで劇作家、翻訳者で外交官。多数の著作で知られ、ポーランドで最も人気のある作家の一人である。翻訳作はフランス語と英語のフィクションであり、1963年以来ポーランド・ペンクラブの会員。

## 生涯
父ルドヴィク・ハルトヴィクと母マリア（旧姓ビリュコヴァ）との間にルブリンで生まれる。第二次世界大戦の間はポーランド国内軍（AK）に所属してナチス・ドイツに対する抵抗運動を行い、主に文芸方面で活躍。1942年からワルシャワ大学の地下秘密授業に通って勉学を続け、1944年のワルシャワ蜂起後に一旦中断したのち、戦後の1946年にワルシャワ大学を卒業、その後ルブリンのカトリック大学に社会人入学をし卒業。1947年にパリに渡り、フランス政府とポーランド大使館文化部で働いた。のちワルシャワに戻り、1952年から1969年までポーランド国営ラジオ局の放送作家としてラジオドラマを中心に多数の作品を製作、国民的人気を獲得する。
1970年から1974年にかけて夫アルトゥール・ミェンジジェツキと共にアメリカに居住、ドレイク大学で教鞭をとる。1971年にはカナダのオタワ大学、73年にはカールトン大学でも講義を行った。1979年にはアメリカ国務省の招きで再度アメリカに居住。
1989年、ワレサ大統領の諮問機関「市民委員会」のメンバーに就く。
著作は世界各国で翻訳出版されている。晩年はワルシャワに居住。

## 主な監修および序文
- Otto Axer（序文、Wydawnictwo Artystyczne i Filmowe刊、1978年）
- Edward Hartwig 著 Tematy fotograficzne （序文、Wydawnictwo Artystyczne i Filmowe刊、1978年）
- Romain Rolland 著 Colas Breugnon: żyje jeszcze człowiek poczciwy. Franciszek Mirandola 翻訳（監修、仮題『コラス・ブルニョン : 正直な人はまだ生きている』原文はフランス語。National Publishing Institute刊、1983年、改版1987年、 ISBN 83-06-00994-0。改版改題、Wydawnictwo Dolnośląskie刊、1993年、ISBN 83-7023-229-9）
- Edward Hartwig 著 Wierzby （序文。Sport i Turystyka刊、1989年）
- Edward Hartwig 著 Lublin i okolice: wspomnienie （序文。Wydawnictwo Uniwersytetu Marii Curie-Skłodowskiej刊、1997年）ISBN 83-227-0938-2
- Edward Hartwig 著 Mój Kazimierz （序文。Wydawnictwo Uniwersytetu Marii Curie-Skłodowskiej刊、1998年）ISBN 83-227-1193-X
- Arthur Rimbaud 著 Sezon w piekle; Iluminacje. Artur Międzyrzecki 訳（序文。 Prószyński i S-ka刊、1998年、1999年）ISBN 83-7180-802-X
- Jan Sochoń, Zdania, przecinki, kropki... (あとがき。W Drodze刊、1998年）ISBN 83-7033-322-2)
- Lenta Główczewska, Nowy Jork: kartki z metropolii 1983-2002 （序文。 Fundacja Zeszytów Literackich刊、 2004年）ISBN 83-917979-6-1

## その他の受賞、栄誉
- ZaiKS賞（1976年）
- ドーヴィリエ財団「翻訳賞」（フランス、1978年）
- ポーランドペンクラブ賞（1979年、1997年）
- ユジコウスキー文学賞（アメリカ合衆国、1981年）
- ソーントン・ワイルダー賞（ウィキデータ）（アメリカ合衆国、1986年）
- ゲオルグ・トラクル賞（オーストリア、1991年）
- 文化大臣表彰、生涯功労者（2001年）
- ヴワディスワフとネラ・トゥルザンスキ財団賞（2004年）
- ヴワディスワフ・レイモント文学賞（2006年）[3]
- 文化財団大賞
- ヤン・パランドフスキ賞（ポーランド・ペンクラブ、2009年）[4]
- ニケ文学賞（ポーランド)の候補作6回[5][注釈 2]
- K・I・ガルチンスキ詩賞の候補作2回 – 「Orfeusz」（オルフェウス）（2012年[6]ならびに2014年[7]）
- 「ライフズワーク」第12回ノーウィド賞で生涯功績賞（2013年）
- ヴィスワワ・シンボルスカ詩賞 - 大賞（2014年）
- ミンスク・マゾヴィエツキ市立図書館「文学スター横丁・文学スター」に出演（2014年）[8]

## 記念碑ほか
クラクフのカフェ「ノヴァ・プロヴィンツィア」（新しい国家）の入り口には2014年3月以来、通称〔詩のインターフォン〕が設置され、詩人が自作を朗読した録音を再生できる。
作家の旧宅は2021年から一般公開されている。所在地、マルシャウコフスカ通り（ワルシャワ）68/70番地（I・スコルプキ通り近辺の側道）。

### ハルトウィクに献名
- 2005年：「Nie idźmy spać」（仮訳：眠らないように）Grzegorz Turnau 『11:11』 グジェゴシュ・トゥナウのアルバムより、歌詞に献名。